# Ramal a Punta Piedras
Ramal a Punta Piedras  o ramal a Rada Tilly era una ramal subsidiario del Ferrocarril de Comodoro Rivadavia a Colonia Sarmiento. Su función fue unir la distancia de Comodoro Rivadavia con la zona norte cercana de la naciente localidad balnearia de Rada Tilly. Se distinguía de los demás ramales del ferrocarril por su trocha económica de 0.75 cm y por recorrer la zona sur del Área Metropolitana Comodoro Rivadavia.
En un principio, tenía la importante tarea de enlazar el puerto de Comodoro Rivadavia con las canteras de Punta Piedras las cuales contribuyeron a la construcción de la importante obra en un primer momento y luego a la expansión del casco urbano comodorense sobre lo costa marina. Sin embargo, luego de concluirse el puerto el ramal tuvo un giro hacia el transporte de pasajeros y se convirtió en unos de los pocos ferrocarriles que tenía una función turística.   

## Toponimia
El ramal y su apeadero tomaron su nombre del accidente costero punta Piedras. Este accidente costero delimitaba el final de la vía y a su vez tomo su nombre de  las canteras que proveían material pedregoso para la construcción del puerto.

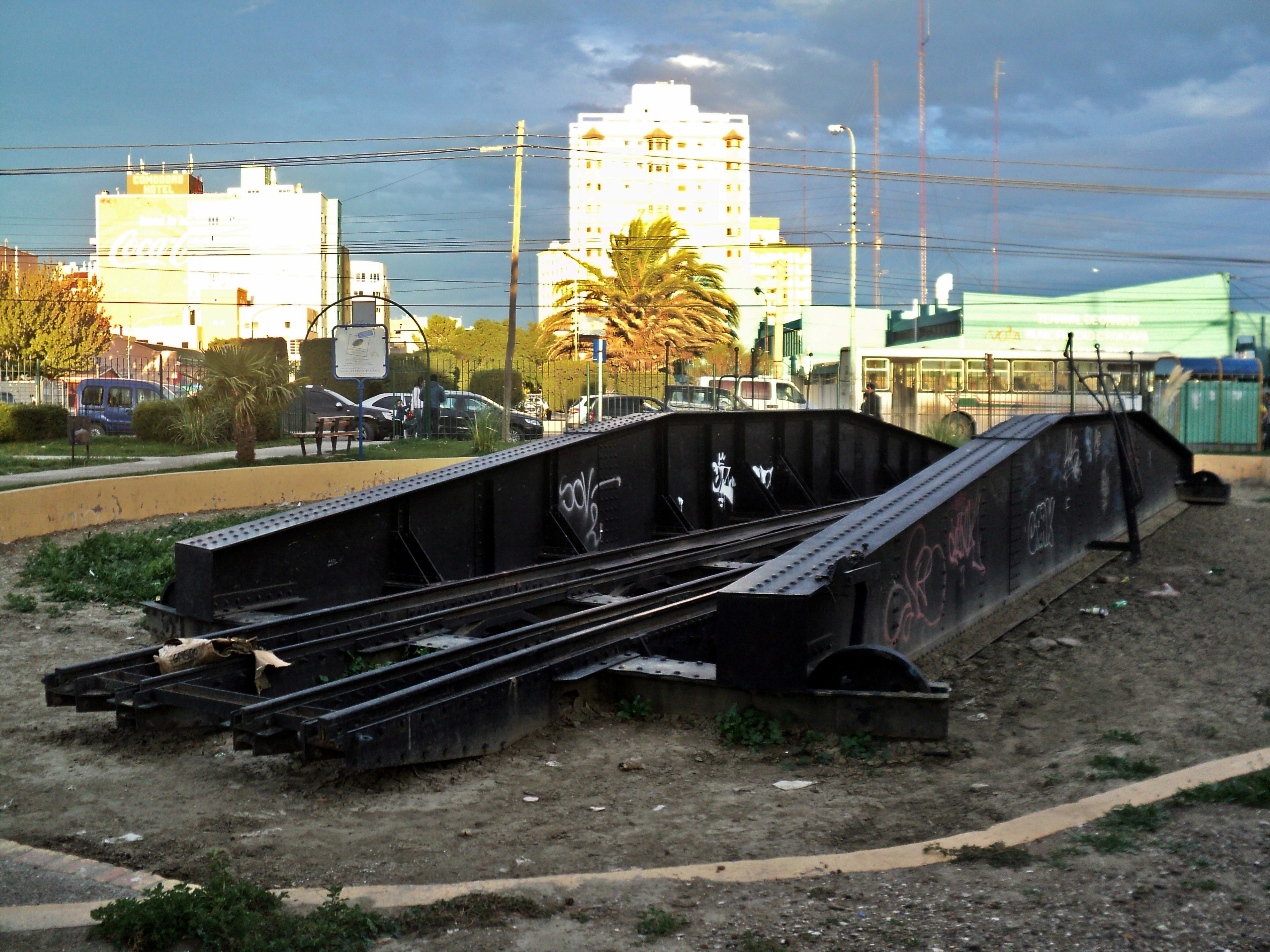
La mesa giratoria, también conocida como puente giratorio. Es el último vestigio de que la estación Comodoro Rivadavia operaba con dos trochas y se constituye como una de las pocas pruebas de la existencia del ramal a Punta Piedras. Permanece en la plaza España como monumento histórico

## Historia

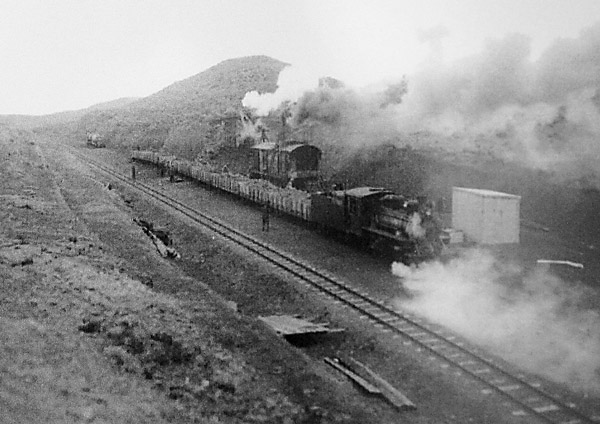
Desmonte en la zona de Punta Piedras para relleno marino.

Su origen está asociado a la construcción del puerto Antonio Morán en 1923 y ampliación del barrio Centro de Comodoro sobre la costa marina. De este modo, línea nacía desde el puerto y se extendía hasta una zona de canteras, en Punta Piedra. Precisamente, gracias a este lugar las autoridades políticas y portuarias se abastecieron de material para las obras de reclamo sobre el mar. Su cabecera se ubicaba sobre el puerto, pero pasaba antes por la estación matriz. En 1935 es desafectada la locomotora Cooke que recorría el ramal para las tareas de traslado de material para el puerto. A los objetivos de carga del ramal, gracias a las necesidades de transporte de la época, se fueron anexando vagones para pasajeros con algunas comodidades y un apeadero provisorio en su punta de riel. Posteriormente, se cambió todo el transporte de pasajeros a autovías (ferrobuses). Por medio de estos cambios, el ramal vio rebozar de pasajeros en temporadas estivales por su cercanía a las playas de Rada Tilly. Hecho que lo llevó a constituirse como uno de los pocos ramales que funcionaron con finalidades turísticas en la zona.
El ramal en 1952 vivió su mejor etapa amén de que fue  reacondicionado con nuevos tramos y mejoras que le permitieron a este ferrocarril llevar adelante más mejores viajes para sus pasajeros a Punta Piedras. El 9 de octubre se supo que se planificaba una prolongación del ramal hacia Caleta Olivia. El ferrocarril resultante sería de 0.75 cm y  su estudio técnico ya estaba avanzado.  Para el 10 noviembre se confirmó que el ramal estaba bajo la dirección de la empresa nacional Ferrocarril Nacional Patagónico. El ramal y sus mejoras fueron exigidas por el entonces gobernador militar General Fernando J. Carlés que logró que el ferrocarril fuera reactivado y traspasado al FNP tras 4 años de abandono.  Esto hace entender que este pequeño ferrocarril estaba en el primer plano para las autoridades y fue descripto en las palabras del gerente:

Este ramal es un indudable aporte social, cuyas características representan apreciables ventajas para los sectores de la población más humilde en esta ciudad y el Gran Comodoro. Sabido es el problema que representa año tras año en la época de verano el arribo de la gente a los sectores de nuestras playas aptas para el baño de mar y para el libre andar beneficiándose con el sol y el aire marino.¨
Ing. Carlos L. Tassier, Gerente general de los Ferrocarriles Nacionales Patagónicos. (FNP)

Las mejoras en la vía fueron profundas con reducción de los gradientes que se hallaban en un porcentaje de 26 por mil a 17 por mil y se afirmaba aun más reducción para asegurar la mayor estabilidad. La obra contempló la remoción de 40.000 m3 de tierra junto con una nivelación del terraplén. Además, la vía desde la zona del puerto hasta la estación Comodoro fue renovada y reubicada lo más cerca de la costa; siendo usado 350 toneladas de rieles, durmientes y otros materiales ferroviarios. Por otra parte, se gestionó la incorporación de 1 autovía y dos coches motores que estaban siendo acondicionados en loa talleres de Puerto Madryn. Precisamente, la producción ferroviaria madrinense tenía cierto prestigio dado que la fabricación de los ferrobuses se montaba desde 1933. Estos vehículos se armaban a partir de estructuras de coches de pasajeros Familleureux, aunque eran estructuras anticuadas eran refaccionadas a nuevas y se les colocaba motor naftero. El resultado era un coche motor o ferrobús que alcanzaba mejor despliegue que los trenes a vapor en los viajes de pasajeros en cuanto a tiempo y economía. Por último, el gerente mencionó la posibilidad de unir Comodoro con Puerto Deseado, sumando más proyección a la prolongación pensada hasta Caleta Olivia. El 11 de diciembre ya habían arribado las unidades del ramal.
El 31 de diciembre de 1952 la primera etapa de las refacciones a la línea fueron formalmente inauguradas por el gobernador militar al público. Este acto oficial se realizó  en la estación Comodoro, por lo que el empalme con la trocha ancha ya estaba ejecutado. Las autoridades recorrieron ese día la línea con las tres unidades nuevas que llevaron gratis al público. Además, se inauguró otro kilómetro de vía con un globo de inversión en lugar del triángulo de inversión original llegando al arroyo La Mata, justo antes de Punta Piedras. En el extremo de la línea estaba un hotel cercano. Por otro lado, se fijo la módica tarifa de $1 hasta Punta Piedras; valor reconocido como deficitario para el ramal por el propio gerente del Ferrocarril Nacional Patagónico. También, se comunicó la existencia de un nuevo apeadero en el kilómetro 3.3 llamado Hogar Escuela Presidente Perón y el valor del tramo desde Comodoro era de $0.80. Al día siguiente el público dispuso desde las 8 de la mañana recorridos gratis por el ramal. El acto fue transmitido en vivo por LU4 y contó con gran afluencia de público. Ante la demanda del servicio el gerente del ferrocarril anunció nuevas paradas del servicio: en la bajada del Matadero Municipal (cerca del inicio de calle Leandro Alem), otra en cercanías del Hogar Escuela (posiblemente a medio camino de la bajada de Alem y Escuela Hogar) y otra en frente del hotel de Turismo.
El 2 de enero se oficializan las tarifas: Boleto ida y vuelta  Comodoro-Punta Piedras $1 y el tramo hasta el Hogar Escuela era de $0,80. Los domingos y feriados tenía unas 18 frecuencias para ir y otras tantas para volver, los sábados  13 frecuencias  y  5 frecuencias el resto de los días hábiles. Se destacó  la función social del ramal y la importancia para el turismo. El ramal fue muy convocante a pesar de que las temperaturas se mantuvieron templadas en 22° con una afluencia de 630 pasajeros transportados aproximadamente.

A pesar de las mejoras el apeadero terminal no contaba sino con lo básico: solamente el tren siempre listo para partir. Se vendían boletos sin demasiado control, no existían sanitarios y no había construcción alguna que oficiara de refugio o garita. En consecuencia, sin tickets “marcados” tampoco resultaba fácil determinar el número de pasajeros transportados en cada viaje; era algo que tenía más que ver con la voluntad de los operarios que de un registro serio.  

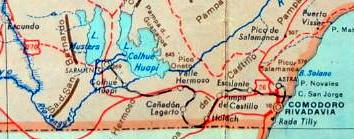
Mapa de los puntos más relevantes del ferrocarril en 1962. De bajo de Comodoro Rivadavia se denota el pequeño ramal a Rada Tilly.

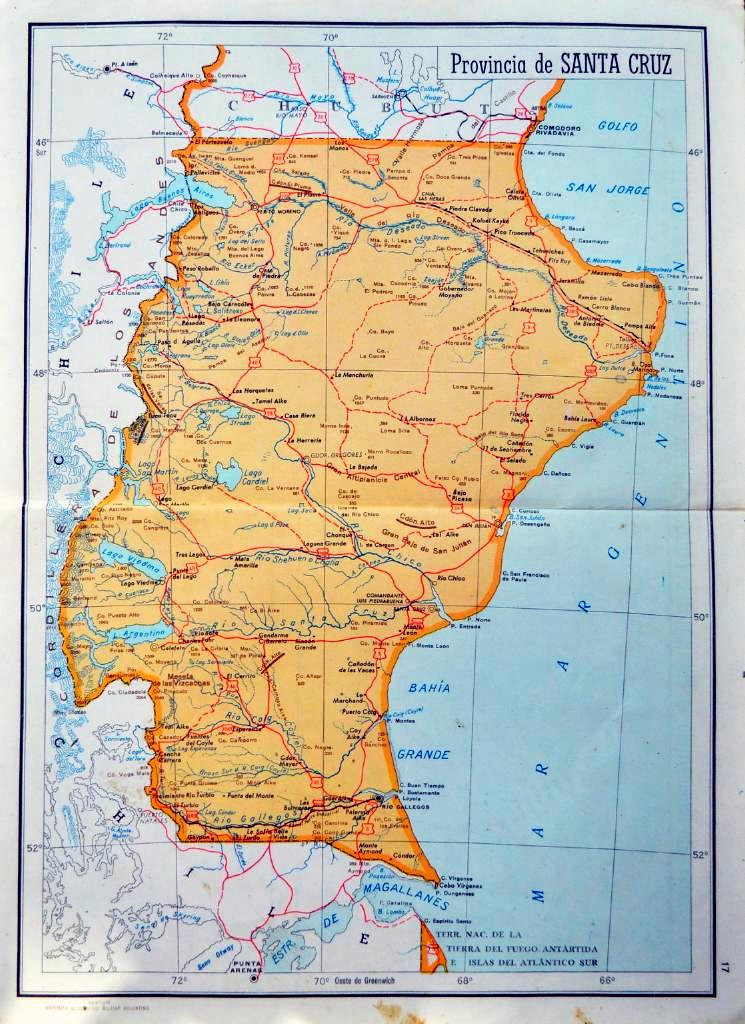
El ramal retratado en un mapa general de Santa Cruz que también hizo foco en el sur de Chubut. Nótese que debajo de Comodoro Rivadavia se proyecta una pequeña vía hacia el Rada Tilly.

El 15 de febrero de 1953 se produjo el trágico accidente ferroviario en la Playa 99. Fallecieron 26 personas que viajaban desde esta estación a Comodoro Rivadavia tras un día bello de playa. El número de víctimas se acrecentó cuando el coche cayó en el proceso de volverlo al vertical con pasajeros todavía adentro. Luego del accidente no volverían a correr los trenes por este ramal como medida precautoria por un tiempo y los planes de extensión se olvidaron. 
El ministerio de Obras Públicas intentó transferir la responsabilidad de la línea a la Gobernación Militar de Comodoro Rivadavia. No obstante, en 1954 era aun notada como pertenecía a la Dirección General de Puertos dentro la responsabilidad del MOP; el traspaso terminaría fracasando con la disolución de la gobernación en 1955.  

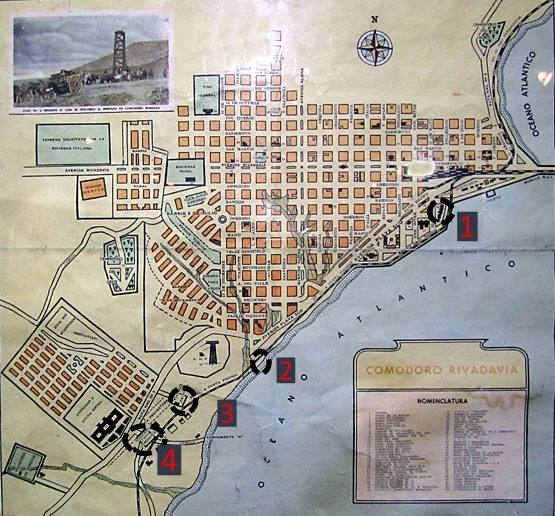
El ramal a punta piedras cruzando el ejido urbano de Comodoro Rivadavia en los años Cincuenta hacia el sur con sus paradas y apeaderos. Su traza ya había sido modificada en forma completa y definitoria al ser colocada lo más cerca posible del mar.

Tras un periodo de suspensión el ramal volvió a mantenimiento efectuando el mantenimiento correspondiente de la vía las cuadrillas de peones desde fines de 1953 hasta el 30 de enero de 1954 cuando fue reacondicionado todo el ramal. Sin embargo, se suprimieron los ferrobuses creados en Puerto Madryn por un tren a vapor traído desde Trelew. El servicio no volvió a ser el mismo, ya que hubo una readecuación de frecuencias y horarios. De este modo, solo se incluyó 5 frecuencias diarias de ida y vuelta los sábados, domingos y feriados. Además, se realizaron pruebas pertinentes y se estimó una duración de 17 a 24 minutos para el trayecto ejecutado a vapor.  El 1 de febrero 250 personas viajar hasta Punta Piedras. No obstante, aunque el número fue resaltado como positivo fue sensiblemente menor a los 630 pasajeros del año anterior.  
El 8 de enero de 1955 se rehabilitó los viajes de la línea a Punta Piedras; por lo que nuevamente tras un período de funcionamiento en 1954 sería paralizada por nuevos daños o simplemente funcionara en temporada estival solamente. 
Un informe del ferrocarril Patagónico reclama en 1955 que el Ministerio de Obras públicas mantenía gran parte del material rodante de la línea inactivo y que este debía ser remitido al Ferrocarril Central del Chubut. Sin embargo, el ramal a Punta Piedras aun estaba activo porque el mismo informe también peticiona ferrobuses diésel Ganz de trocha angosta para suplantar los actuales elementos de vía que se tienen en uso. Las peticiones no fueron consideradas al irrumpir la Revolución Libertadora con una nueva política económica contraria a Perón. Dentro de los documentos de estos años se precisa su longitud de 7,1 km está incluida en las estadísticas de los años 1950; mientras que la última mención del ramal se da en una hoja de datos del FC Patagónico de 1956. En este documento una parte de su material rodante es notada una locomotora Henschel 2-8-2 N° 120 al servicio de la línea. 
Por último, la poca alusión al ramal hace presumir que la dictadura posiblemente haya suspendido el ramal o simplemente lo continuara operando en forma baja forma por 3 años más tras su ascenso en 1955. 

### Clausura
El primer revés para el ferrocarril de Comodoro Rivadavia a Colonia Sarmiento fue en este ramal, dado que el 20 de agosto de 1958, el ramal a Rada Tilly sufrió la clausura definitiva. El cierre se encausó en la llegada al poder de Arturo Frondizi. Su política económica estuvo definida, en los primeros tiempos, por el Plan Larkin que cerró ramales no productivos. La política de racionalización del sistema ferroviario, siempre altamente deficitario para el estado, llevó adelante operaciones que primaron criterios comerciales antes que el interés particular de muchos territorios del interior, que terminaron expuestos al despoblamiento y marginación en el campo productivo. En esta etapa de los ferrocarriles nacionales se desecha la posibilidad de nuevas extensiones, sino que se producen verdaderas mutilaciones al sistema. Junto con el ramal a Rada Tilly se despidió al poco tiempo para siempre el Ferrocarril Central del Chubut en 1961. El cierre fue precipitado por el accidente de 1953.

### Después del fin

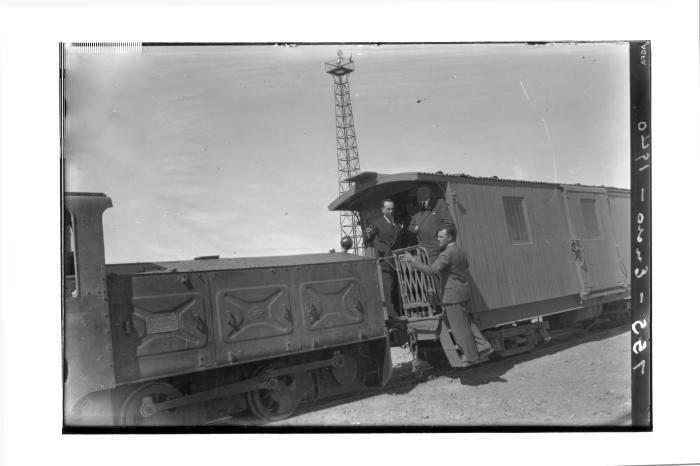
Tren y vagón en 1954 encargados del transporte de pasajeros en la línea a Rada Tilly tras la supresión de los ferrobuses.

Las vías fueron levantadas casi en su totalidad de forma rápida. Sin embargo, para 1975 existían aún vías de trocha económica en el puerto, pero ya no se distinguía su uso. Cuando Marcelo Arcas visitó en febrero de 1977 lo que quedaba del agonizante ferrocarril de Comodoro Rivadavia a Colonia Sarmiento; los talleres de km 5 fueron considerados verdaderos museos vivientes con abundante material ferroviario totalmente de antaño. Justamente, entre los vestigios del material rodante aun prevalecía material de trocha angosta en abandono. Sin embargo, tras casi 20 años de cierre ya ningún trabajador sabía explicar la existencia de los vehículos antiguos y mucho menos lo que permanecía del material rodante del ramal de trocha angosta.
Tras el cierre del ferrocarril en 1978 el material ferroviario histórico, digno de museos, fue desguazado o vendido como chatarra. No obstante, a pesar del saqueo llevado a cabo por el Proceso de Reorganización Nacional aun quedaban los restos del coche motor que fue destruido en el accidente de 1953. Los mismos estuvieron en los talleres de la estación Presidente Ortiz y luego del cierre definitivo los mismos pasaron a ser galpones de la municipalidad de Comodoro. La municipalidad decidió desde 1995 el saqueo de los últimos restos del accidente y todo lo que aun perduraba del ferrocarril. Los restos fueron vendidos como chatarra; en desmedro del patrimonio que representaban, y que mereció ser conservado en el museo Ferroportuario. De este modo, para finales de la década de 1990 ya no había más vestigios ferroviarios en los talleres. Actualmente, queda muy poco de las vías y su terraplén; lo que contribuye a que en la actualidad muy pocos pobladores conocen que existió este ramal.

## Funcionamiento
La línea a Rada Tilly o Punta Piedras  era la única que surcaba la zona sur de Comodoro. Su ruta nacía en el puerto, atravesaba el centro de la ciudad rumbo sur pasando al lado del mar por la primera sección de tierra ganada, seguía la costa natural para cerca 1.500 metros antes de pasar a tierra adentro, aunque cerca de la costa; en este punto contaba un apeadero al frente de la Escuela Presidente Juan Perón hoy Liceo Militar. Su recorrido pasaba por los barrios Stella Maris e Industrial ambos referidos antes como Playa 99.

La terminal de Punta Piedras tenía en su punta de riel unos 7.1 km desde su comienzo. La línea finalizaba en inmediaciones del arroyo La Mata y las bardas de punta Piedras cerca de un gran zanjón que impidió que llegara más cerca de Rada Tilly. Hoy esta zona esta en los alrededores del Autódromo General San Martín.

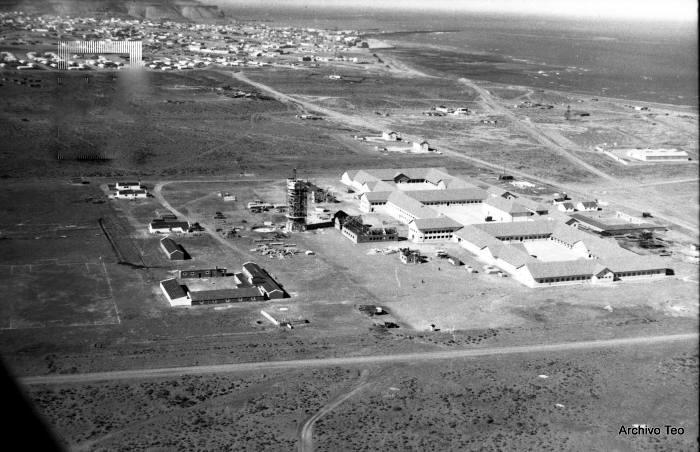
Imagen del Liceo Militar en construcción en los años 1950. En la fotografía aérea se puede verse un camino que remonta una loma contra el mar que hoy es la Ruta Nacional 3. El ramal se vio obligado para esquivar el terreno empinado, ir por el mar y luego remontar a tierra adentro. De este modo, puede verse al pequeño terraplén en el extremo derecho de la imagen frente a un gran edificio blanco. Precisamente, se ubicó en las inmediaciones el apeadero.

El servicio a Punta Piedras no contaba con una frecuencia fija, sino que se manejaba de acuerdo a la demanda del momento, por lo que a veces se esperaba sin saber exactamente hasta que hora. Además, una vez llegado el ferrobús al apeadero los viajeros descendían a la playa por medio de una escalera natural, que era un canal esculpido sobre la misma loma. Otro de las características de este ramal de ferrobuses era estaba completamente integrado al entonces ferrocarril urbano de Comodoro Rivadavia. De este modo, una vez arribaran a estación Comodoro Rivadavia, los veraneantes provenientes de Punta Piedras se disponía de varias combinaciones que permitían que  pudieran viajar a puntos lejanos del ramal como Astra, Diadema Argentina o COMFERPET.
Aunque fuentes mencionan que la línea llegaba a Rada Tilly; esto fue claramente imposible dado que Punta Piedras es un obstáculo que hacía imposible su ascenso y no se justificaba tampoco obras de tierra necesarias para pasarla cerca el nivel del mar. La ruta que seguía esta línea se confunde hoy en día con la Ruta Nacional 3 y el camino alternativo Juan Domingo Perón que unen Comodoro con Rada hasta terminar en inmediaciones del autódromo General San Martín.

### Material rodante
La línea contó posiblemente con dos Baldwin 2-8-2/4-4 en forma oficial desde 1928 ambas desmanteladas quizás en 1958. Además, operó una Henschel 2-8-2/4-4 por lo menos hasta 1956, la máquina apareció como abandonada en 1975. Asimismo, se operó por lo menos 2  Furgones de carga entre otros vagones. En cuanto al transporte de pasajeros, en los últimos años operaron 2 coches motores con motor Ford tipo V8 y 1 autovía fabricados en Puerto Madryn sobre la base de los chasis de coches de pasajeros Familleureux. Por último, fue provisto de coches de pasajeros tradicionales como los que se dispusieron en el ferrocarril Central del Chubut.

## Población
El ramal sirvió a la población concentrada en la zona sur de Comodoro Rivadavia y los primeros habitantes de la joven Rada Tilly. Durante los últimos de funcionamiento de la línea solo la población de Comodoro Rivadavia rondaba los 35.000 habitantes. Actualmente, para el censo 2021 las poblaciones de ambas ciudades superan los 200.000. No obstante, la cantidad de habitantes concentrados en esta reducida área territorial hace que el tráfico por la ruta Nacional 3 se vea desbordado. Ante el colapso de la ruta se ideó el camino alternativo Presidente Perón que alivió la circulación y recorre parte del sitió por donde pasaron las vías del ramal. Sin embargo, el camino fue mal planificado y está sujeto a movimientos sísmicos propios de Punta Piedras, erosión del mar y derrumbes en las laderas por desprendimientos lo que llevan a que sea frecuentemente clausurado para evitar accidentes. 

Las áreas urbanas de Comodoro Rivadavia y Rada Tilly (Provincia del Chubut, Argentina), según el censo 2001 del INDEC unidas por una tenue línea por la costa que se asemeja al ramal.

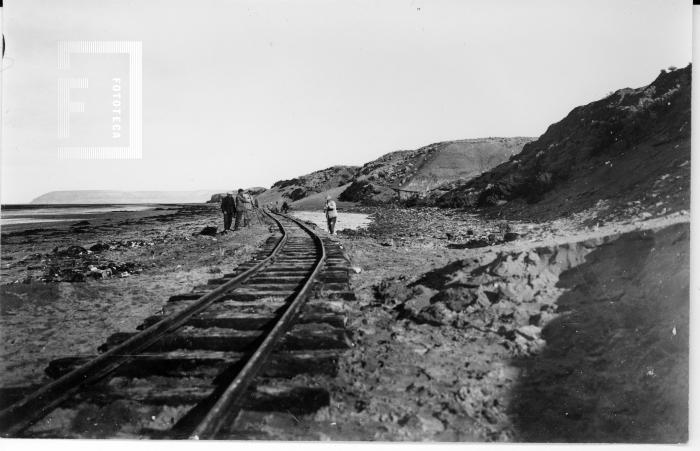
Tendido y nivelamiento de las vías con Punta Piedras de fondo.
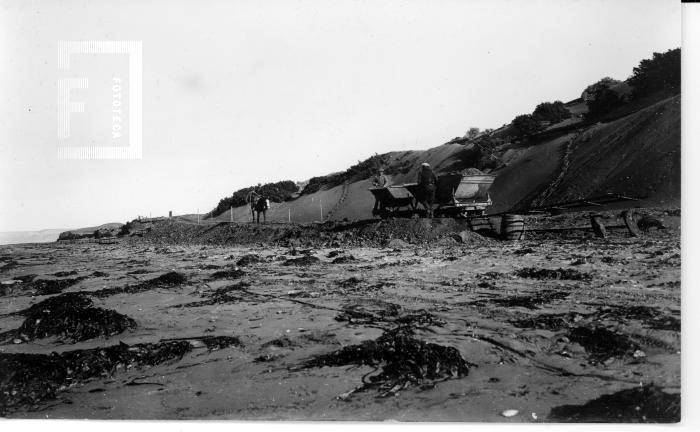
Construcción del terraplén con carros volcadores y caballos.
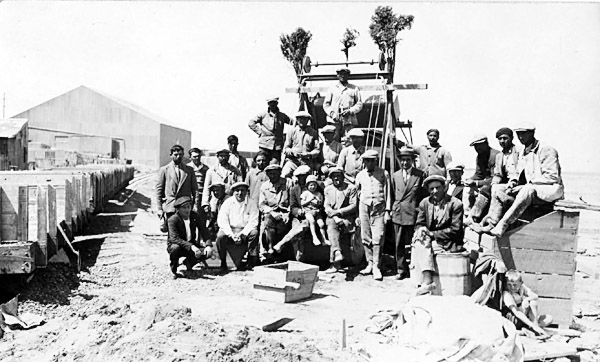
Obreros del ramal y obras portuarias.
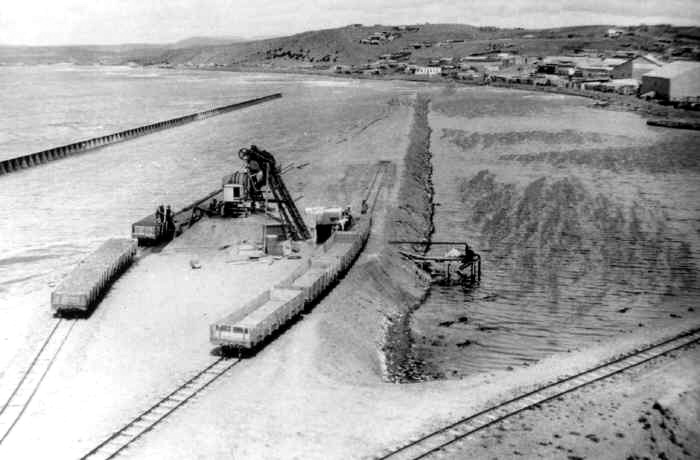
Ampliación urbana del casto céntrico sobre la costa marina con ayuda del ramal.
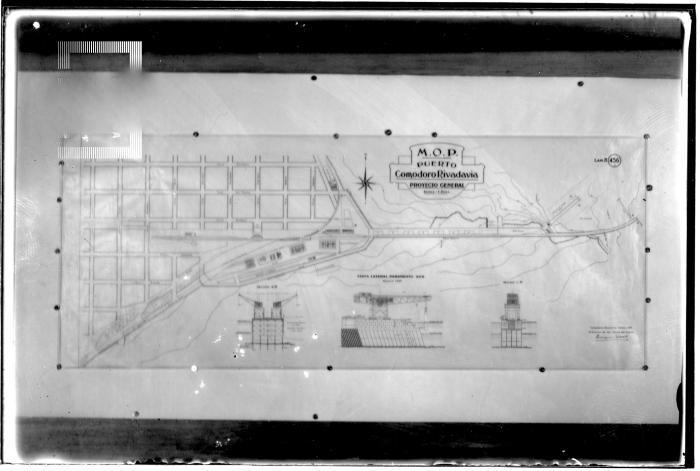
Mapa de la proyección del puerto Antonio Morán conectado profundamente al ferrocarril. Nótese el empalme de la vía al puerto en línea recta a la estación de trenes.
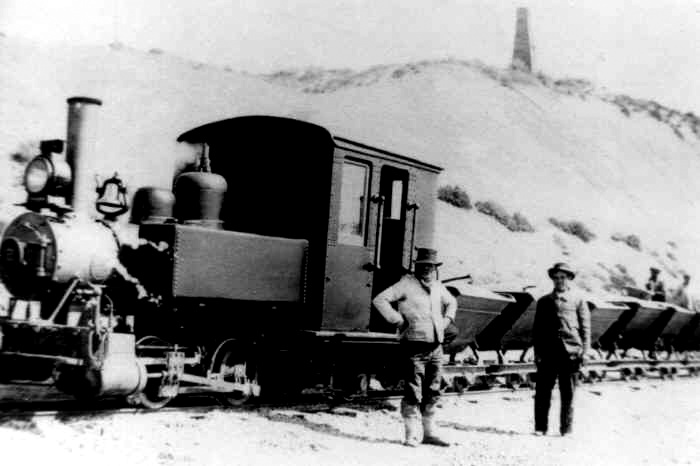
Unos de los Trenes de trocha angosta con vagones cortos que fue utilizado para llevar materiales desde Punta Piedras al muelle en construcción.
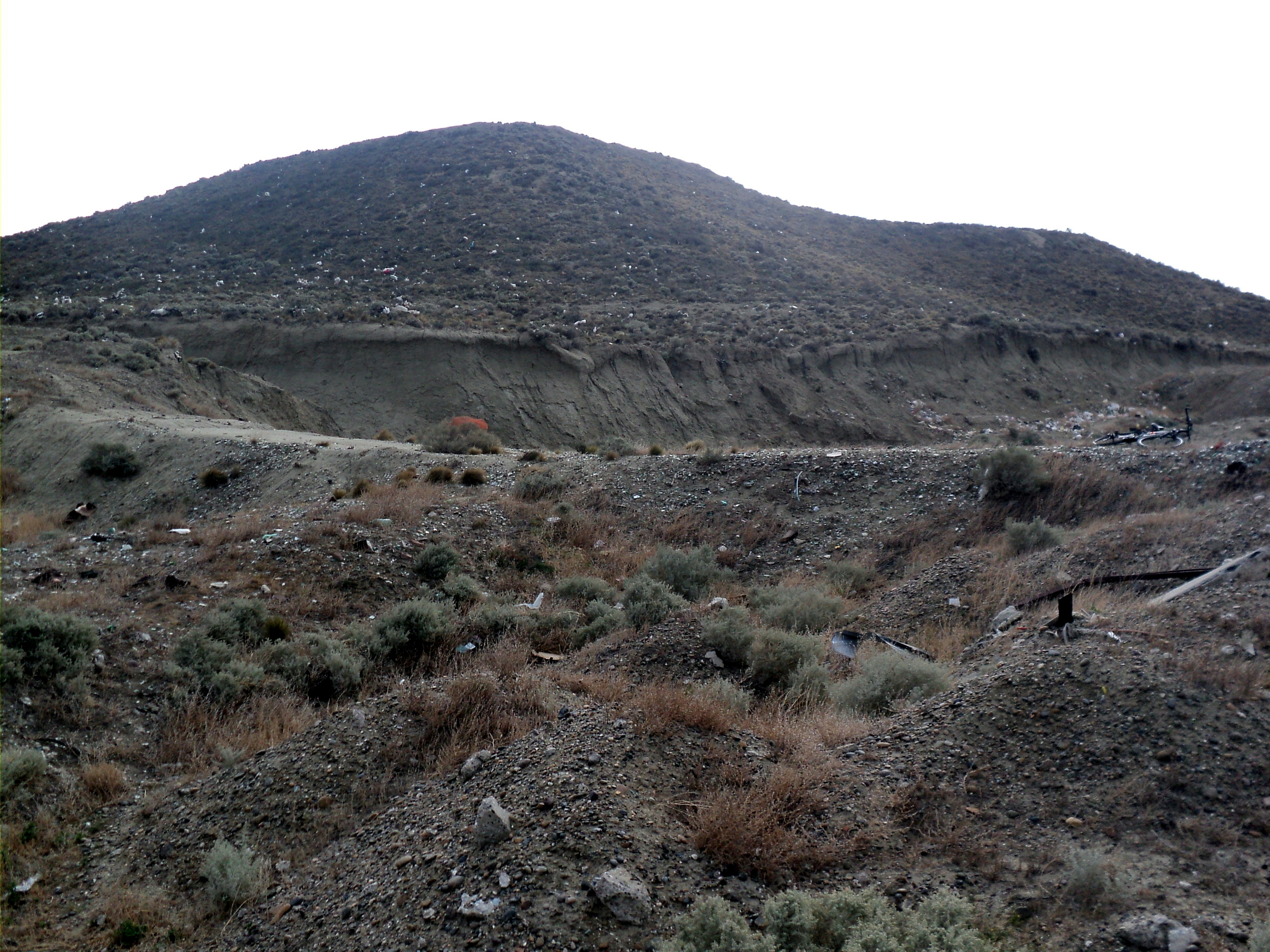
Zanjón creado por la extracción de terreno para relleno del puerto.
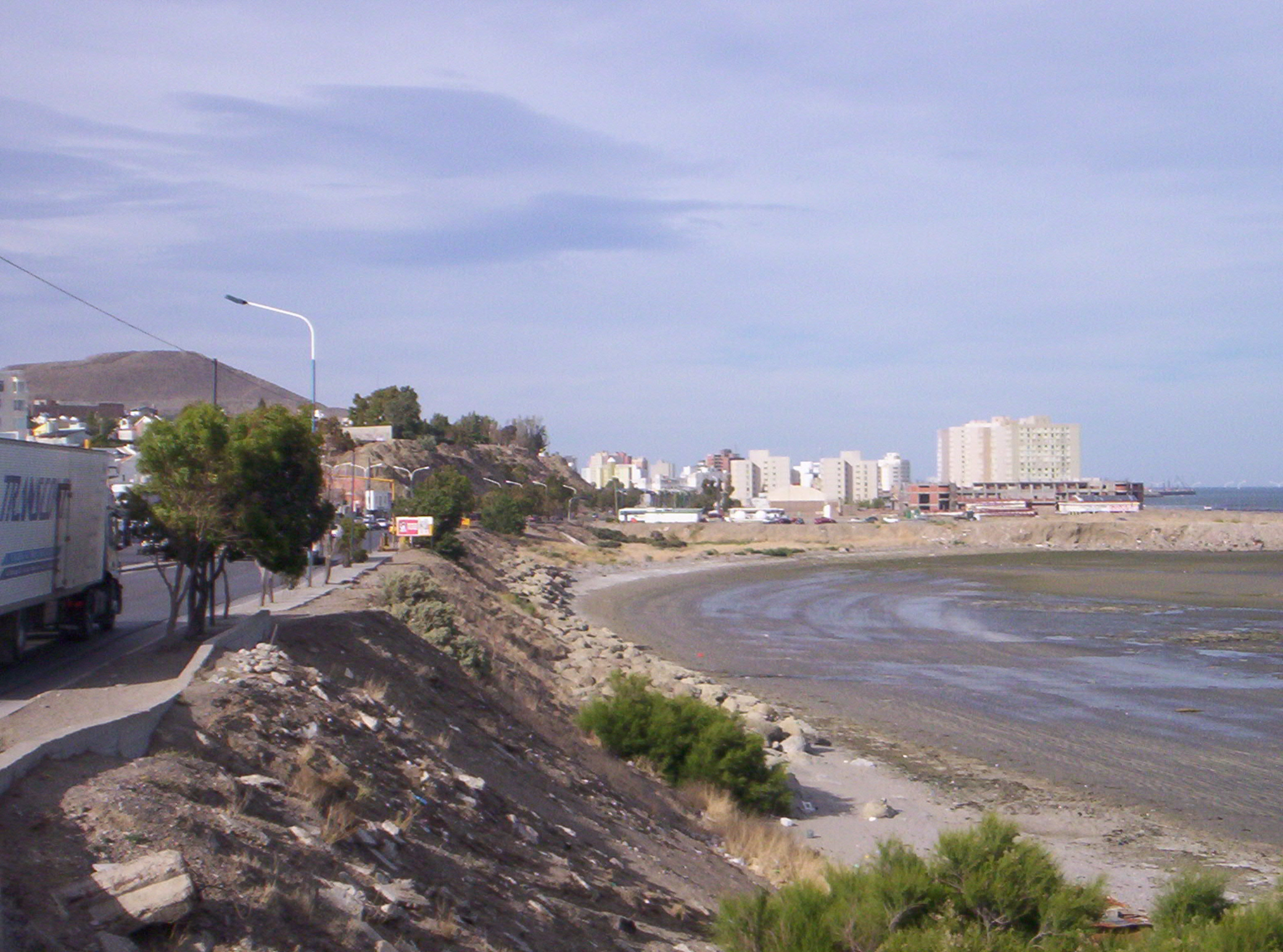
Zona de acantilados por donde pasaron las vías del ramal en 2010. Hoy fue rellenada y protegida por un paredón costero.
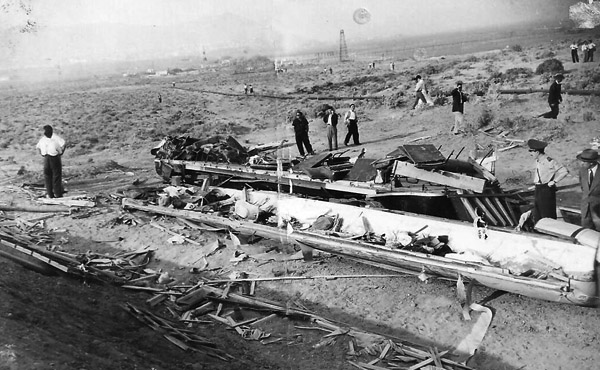
Vista del accidente de 1953. De fondo se observa la zona que estaba en urbanización de los barrios Stella Maris, industrial y Centro.
Ferroviarios de Puerto Madryn junto a ferrobús producido localmente. El ramal llegó a contar con 2 de este tipo uno de los cuales se destruyó en el accidente de febrero de 1953.
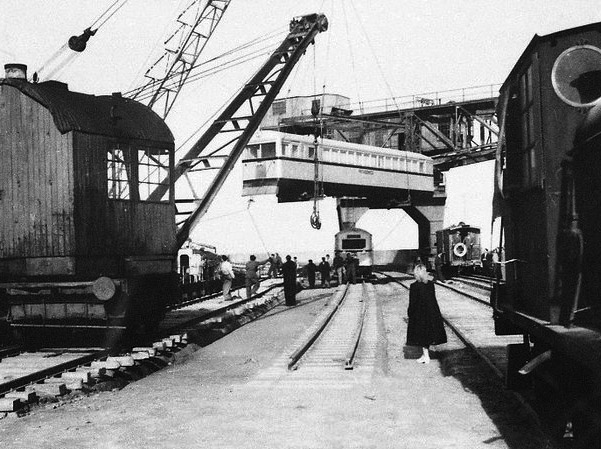
Descarga en el puerto de Comodoro de los nuevos ferrobuses en 1952. Los mismos fueron usados hasta el accidente de 1953.
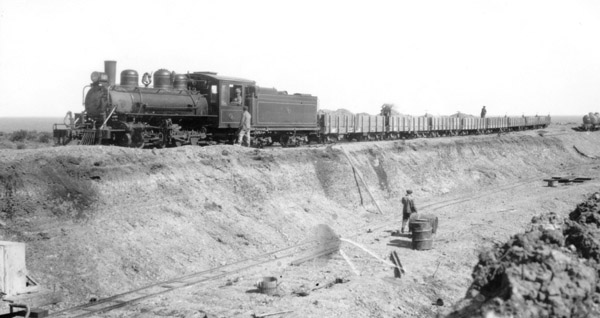
Vista de una Baldwin 2-8-2/4-4 transportando cargas desde Punta Piedras. Nótese el terraplén de gran altura.
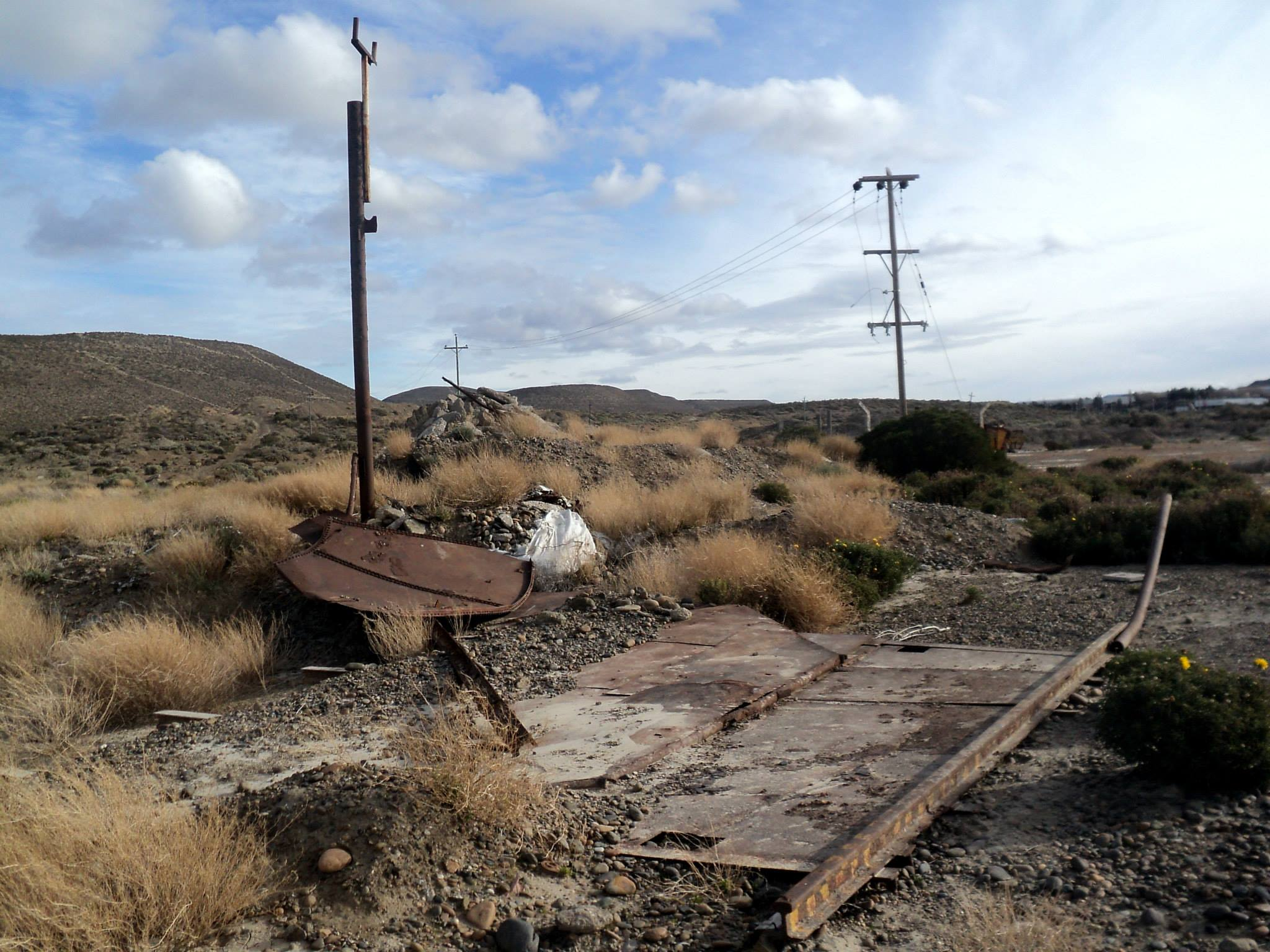
Vestigios del material vial del ramal tirados como chatarra en inmediaciones donde estuvo el apeadero y la playa de maniobras.
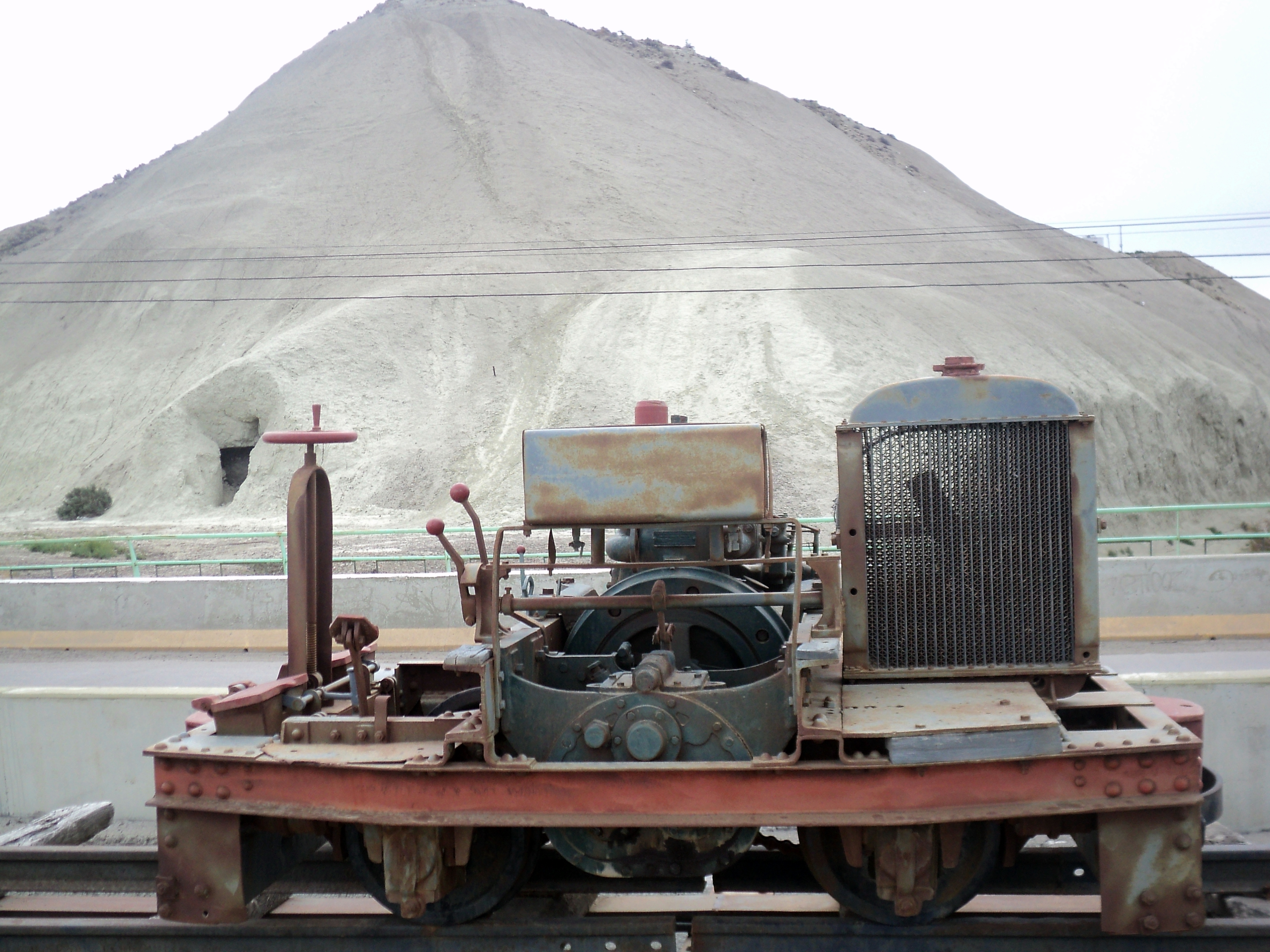
Simplex de 20cv a modo de monumento sobre el puente antiguo del ferrocarril. El mismo recorrió el ramal. Hoy descansa sobre el puente General Belgrano, el cual se ubica antes de la estación y se halla parcialmente conservado por ser considerado monumento histórico de la ciudad.
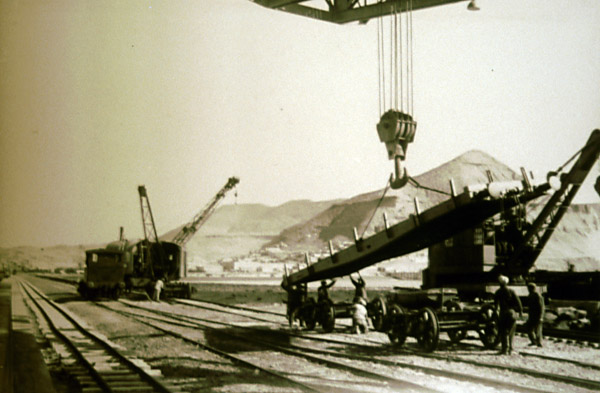
La grúa Titán descarga vagones de trocha ancha desde un barco. Se pueden ver las vías de trocha angosta del ferrocarril y el Cerro Chenque
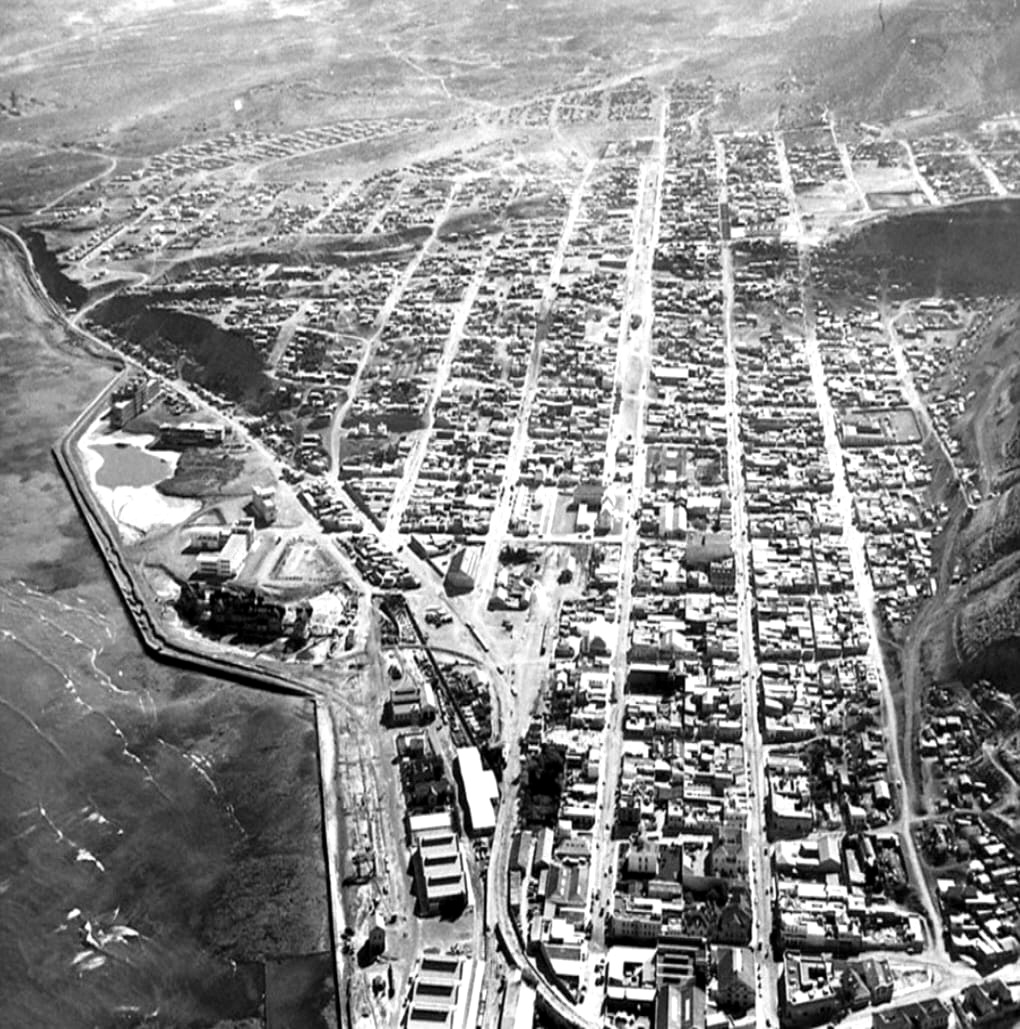
Toma área de la zona sur de Comodoro Rivadavia. Se puede ver como la línea a Punta Piedras fue reformada en dirección al mar sobre tierras ganadas y un terraplén que luego describía una gran curva en dirección a Pellegrini y el hotel en construcción.